# Davide Belotti
Davide Belotti (Bollate, 24 maggio 1972) è un allenatore di calcio ed ex calciatore italiano, di ruolo stopper.

## Carriera

### Club

Davide Belotti in -Napoli 3-0 del 24 marzo 1996

Cresciuto calcisticamente nelle giovanili dell'Inter, lasciò la squadra nerazzurra nel 1992 per approdare in Campania al Nola in Serie C1 dove rimase per tre stagioni. Esordì tra i gigliati il 30 agosto 1992, nella gara di esordio in campionato vinta contro la Reggina per 2-0; con i bianconeri mise a segno solo tre reti, la prima delle quali nell'andata dei play-out contro il Siracusa il 5 giugno 1994; con tale gol il Nola completò la rimonta iniziata con un gol di Paolo Monelli.
Dopo l'esperienza in terza divisione venne chiamato dal L.R. Vicenza, neopromosso in Serie A, con cui esordì nella massima divisione del campionato italiano nella stagione 1995-1996, come riserva dello svedese Joachim Björklund, debuttando il 19 novembre 1995 in Napoli-Vicenza 1-1. Ceduto lo svedese, formò con il capitano Giovanni Lopez una coppia di centrali difensivi ben assortita.
Divenne uno dei pilastri del Vicenza che vinse la Coppa Italia nel 1997 ed arrivò alle semifinali della Coppa delle Coppe nel 1998. Proprio nella manifestazione europea segnò il suo primo gol in biancorosso.
Nella stagione 1999-2000 perse il posto da titolare e venne ceduto a gennaio al Treviso. Rientrato nel Vicenza appena retrocesso in Serie B, faticò a trovare posto e passò all'AEK Atene, nella massima divisione greca nel gennaio del 2001, ma giocò solo una partita.
Rientrato in Italia trascorse la stagione 2000-2001 nel Monza e tornò ancora a Vicenza nel 2001-2002, senza peraltro molte fortune.
Chiusa la sua esperienza fra i professionisti, nel gennaio del 2003 venne ingaggiato dalla lista gratuita dal Seregno, squadra di Serie D, ed a fine stagione passò al Lecco, sempre in D.
Nell'estate del 2004 venne acquistato dal Bellinzona, club svizzero, allora nella Serie B elvetica. Nella stagione 2007-2008, dopo aver visto sfumare la promozione in Super League (Svizzera) per due anni consecutivi ai play-off, la ha conquistata finendo secondo, e ottenendo il secondo posto anche nella Coppa Svizzera, dietro solo al Basilea. Ciò gli consentì di prendere parte per l'ultima volta alle coppe europee: il 31 luglio 2008, infatti, giocò da titolare la gara contro l'Ararat, valida per il ritorno del primo turno di qualificazione alla Coppa UEFA 2008-2009. Fu una delle ultime apparizioni per Belotti, che disputò la sua ultima gara ufficiale in Coppa Svizzera 2008-2009, mettendo anche a segno una rete nella gara contro l'Oerlikon/Polizei giocata il 20 settembre dello stesso anno e valida per i trentaduesimi di finale della competizione.

### Allenatore
Nell'ottobre del 2008 ha assunto l'incarico di assistente del tecnico Marco Schällibaum, restando a disposizione della squadra anche come giocatore ma, di fatto, senza mai scendere più in campo. Resta nel club per due stagioni, nonostante i vari cambi di allenatore. 
Nel biennio 2010-2012 è il vice allenatore dell'Under 18 del Team Ticino.
Il 16 ottobre 2012 diventa il nuovo allenatore del GC Biaschesi. Nel marzo 2013 viene sollevato dall'incarico.

## Statistiche

### Presenze e reti nei club
| Stagione          | Squadra           | Campionato        | Campionato | Campionato | Coppe nazionali | Coppe nazionali | Coppe nazionali | Coppe continentali | Coppe continentali | Coppe continentali | Totale | Totale |
| Stagione          | Squadra           | Comp              | Pres       | Reti       | Comp            | Pres            | Reti            | Comp               | Pres               | Reti               | Pres   | Reti   |
| ----------------- | ----------------- | ----------------- | ---------- | ---------- | --------------- | --------------- | --------------- | ------------------ | ------------------ | ------------------ | ------ | ------ |
| 1992-1993         | Nola              | C1                | 28         | 0          | CIC             | 2               | 0               |                    | -                  | -                  | 30     | 0      |
| 1993-1994         | Nola              | C1                | 25+2       | 0+1        | CIC             | 2               | 0               |                    | -                  | -                  | 29     | 1      |
| 1994-1995         | Nola              | C1                | 30         | 2          | CIC             | 1               | 0               |                    | -                  | -                  | 31     | 2      |
| Totale Nola       | Totale Nola       | Totale Nola       | 83         | 2          |                 | 5               | 0               |                    | -                  | -                  | 90     | 3      |
| 1995-1996         | L.R. Vicenza      | A                 | 16         | 0          | CI              | 0               | 0               |                    | -                  | -                  | 16     | 0      |
| 1996-1997         | L.R. Vicenza      | A                 | 27         | 0          | CI              | 7               | 0               |                    | -                  | -                  | 34     | 0      |
| 1997-1998         | L.R. Vicenza      | A                 | 27         | 0          | CI              | 1               | 0               | CC                 | 7                  | 1                  | 35     | 1      |
| 1998-1999         | L.R. Vicenza      | A                 | 7          | 0          | CI              | 0               | 0               |                    | -                  | -                  | 7      | 0      |
| gen-giu 1999      | Treviso           | B                 | 13         | 0          | CI              | 0               | 0               |                    | -                  | -                  | 13     | 0      |
| 1999-2000         | L.R. Vicenza      | B                 | 1          | 0          | CI              | 1               | 0               |                    | -                  | -                  | 2      | 0      |
| 2000              | AEK Atene         | AE                | 1          | 0          | CG              | 0               | 0               |                    | -                  | -                  | 1      | 0      |
| 2000-2001         | Monza             | B                 | 19         | 0          | CI              | 2               | 0               |                    | -                  | -                  | 21     | 0      |
| 2001-2002         | L.R. Vicenza      | B                 | 4          | 0          | CI              | 0               | 0               |                    | -                  | -                  | 4      | 0      |
| Totale Vicenza    | Totale Vicenza    | Totale Vicenza    | 82         | 0          |                 | 9               | 0               |                    | 7                  | 1                  | 98     | 1      |
| 2002-2003         | Seregno           | D                 | 13         | 0          | CID             | ?               | ?               |                    | -                  | -                  | 13+    | 0      |
| 2003-2004         | Lecco             | D                 | 28         | 0          | CID             | ?               | ?               |                    | -                  | -                  | 28+    | 0      |
| 2004-2005         | Bellinzona        | CL                | 24         | 0          | CS              | 4               | 0               |                    | -                  | -                  | 28     | 0      |
| 2005-2006         | Bellinzona        | CL                | 28         | 0          | CS              | 2               | 0               |                    | -                  | -                  | ?      | ?      |
| 2006-2007         | Bellinzona        | CL                | 25+2       | 1+0        | CS              | 1               | 1               |                    | -                  | -                  | 28     | 2      |
| 2007-2008         | Bellinzona        | CL                | 20+1       | 0+0        | CS              | 5               | 0               |                    | -                  | -                  | 26     | 0      |
| 2008-2009         | Bellinzona        | SL                | 1          | 0          | CS              | 1               | 1               | CU                 | 1                  | 0                  | 3      | 1      |
| Totale Bellinzona | Totale Bellinzona | Totale Bellinzona | 101        | 1          |                 | 13              | 2               |                    | -                  | -                  | 114    | 3      |
| Totale carriera   | Totale carriera   | Totale carriera   | 340        | 3          |                 | 27+             | 2+              |                    | 7                  | 1                  | 376+   | 7+     |

## Palmarès

### Club

#### Competizioni nazionali
- Coppa Italia: 1

Vicenza: 1996-1997